# Ga-Segonyana
Ga-Segonyana (officieel Ga-Segonyana Local Municipality) is een gemeente in het Zuid-Afrikaanse district John Taolo Gaetsewe.
Ga-Segonyana ligt in de provincie Noord-Kaap en telt 93.652 inwoners.

## Hoofdplaatsen
Ga-Segonyana is op zijn beurt nog eens verdeeld in 6 hoofdplaatsen (Afrikaans: nedersettings) en de hoofdstad van de gemeente is de hoofdplaats Kuruman. 
- Batlharo Ba Ga Motlhware
- Ga Mohana
- Gathlose
- Kudumane
- Kuruman
- Mothibistad